# Joost van Limburg Stirum

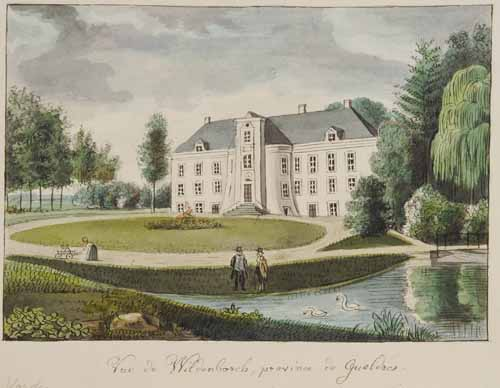
Kasteel De Wildenborch ca. 1800 door een anonieme schilder

Joost van Limburg Stirum graaf van Limburg en van Bronckhorst, heer van Styrum, Wisch, Borculo en Lichtenvoorde en banierheer van Gelre en Zutphen, (Borculo, 19 april 1560 – Kasteel De Wildenborch, 7 augustus 1621).
Joost was de oudste zoon van graaf Herman Georg van Limburg Stirum en Maria van Hoya en kleinzoon van Ermgard van Wisch.

## Heerlijkheid Borculo

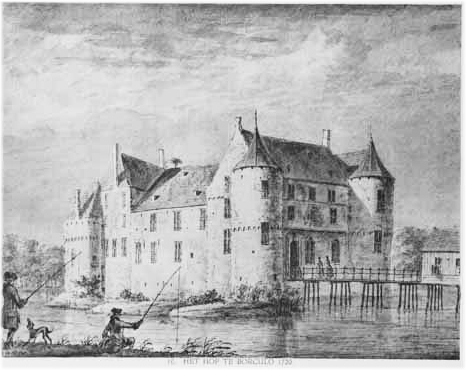
Kasteel Borculo (1720)

Joost erft door Ermgard, zijn grootmoeder, de heerlijkheden Bronckhorst, Borculo en Lichtenvoorde, het Huis te Eerbeek en Kasteel De Wildenborch. In 1612 richt Joost zich tot het Hof van Gelderland met het verzoek om hersteld te worden in de bezittingen die het Borculose gericht in 1555 aan zijn grootmoeder had toegewezen. Munster verzette zich hier tegen, omdat het Hof niet bevoegd was, want Borculo behoorde niet tot Gelderland. Bovendien was er nog een proces hangende voor het Rijkskamergericht in Spiers. Binnen deze kwestie werd nog onderscheid gemaakt tussen: het leen Borculo met alles wat daartoe behoorde (kasteel, stad, leengoederen), de allodiale goederen (die weliswaar in bezit waren geweest van graaf Joost, maar geen hofhorig of leengoed van de heerlijkheid waren), lenen die via huwelijk aan de heren van Borculo waren gekomen (de Solmse of Ottensteinse leengoederen) en Lichtenvoorde (al vanaf de Middeleeuwen strijdig tussen Münster en Bronkhorst; Gelders of Graafschaps is Lichtenvoorde in ieder geval in de Middeleeuwen niet geweest).
Pas op 20 december 1615 deed het Hof van Gelderland een uitspraak in het voordeel van Gelre, die Borculo als Zutphens leen schonken aan graaf Joost, kleinzoon van Georg van Limburg-Stirum. Lichtenvoorde was datzelfde jaar tijd door Münster in bezit genomen, maar een jaar later wordt Lichtenvoorde op 10 januari 1616 door troepen van de Staten van Gelre onder leiding van kapitein Kreijnck ingenomen (op 25 februari 1616 volgt Borculo) en werd graaf Van Limburg Stirum ook heer van Lichtenvoorde.

## Huwelijk en kinderen
Joost trouwde op 2 maart 1591 in Detmold met gravin Maria van Schauenburg-Holstein-Pinneberg (Slot Bückeburg, 14 oktober 1559 - Kasteel De Wildenborch, 3 oktober 1616) erfvrouwe van Gemen. Zij was een dochter van Otto IV van Holstein-Schaumburg (ca. 1517 - Slot Bückeburg, 21 december 1576) graaf van Holstein Schauenburg Pinneberg en Elisabeth Ursula van Brunswijk-Wolfenbuttel (ca. 1539 - Detmold, 3 september 1586) en daardoor een kleindochter van Joost I van Holstein-Schauenburg (1483-1531) en Marie von Nassau-Dillenburg (1491-1547), dochter van Johan V graaf van Nassau-Dillenburg, Vianden, Dietz en Siegen (1455-1516) en Elisabeth van Hessen-Marburg (1466-1523).
Zij hadden de volgende kinderen:
- Herman Otto I van Limburg Stirum (1592-1644)
- Georg Ernst van Limburg Stirum (1593-1661)
- Willem Frederik van Limburg Stirum (Kasteel De Wildenborch, 31 augustus 1594 - Den Haag, 1 april 1635)
- Johan Adolf van Limburg Stirum (Kasteel De Wildenborch, 9 juli 1596 - Heusden, 30 juni 1624). Hij trouwde op 26 mei 1612 met Walburga Anna van Daun-Falkenstein gravin van Falkenstein (3 november 1580 - 26 juni 1618). Zij was een dochter van Wirich VI van Daun-Falkenstein.
- Bernard Albrecht van Limburg Stirum (Kasteel De Wildenborch, 29 augustus 1597 - Keulen 9 oktober 1637) domheer in Straatsburg, koster van de Dom in Keulen. Hij trouwde op 11 november 1626 met gravin Anna Maria van den Bergh-’s-Heerenberg (ca. 1605 - 23 juni 1653). Zij was een buitenechtelijke dochter van Hendrik van den Bergh. Bernard en Anna hadden de volgende kinderen:
  - Agnes Katharina van Limburg Stirum (ca. 1629 - 27 december 1686). Zij trouwde (1) op 28 januari 1648 met Dirk van Lynden (overleden 17 december 1651). Zij trouwde (2) ca. 1663 met Willem Wirich van Daun-Falkenstein graaf van Falkenstein (1613 - 22 augustus 1682).
  - Marie Henriette van Limburg Stirum (ca. 1630 - 2 mei 1659). Zij is ongehuwd zonder nageslacht overleden.
  - Juliane Petronelle van Limburg Stirum (ca. 1632 - 30 juli 1718). Zij trouwde op 4 januari 1663 met graaf Henri de Pas de Feuquieres (overleden in 1693)
  - Marie Bernhardine van Limburg Stirum (ca. 1637 - Well, 15 december 1713). Zij trouwde in Well op 17 maart 1662 met Maurits van Limburg-Stirum (overleden 26 augustus 1664)
- Elisabeth Juliana van Limburg Stirum (Kasteel De Wildenborch, 28 oktober 1598 - Kasteel De Wildenborch, 2 november 1598).
- Anna Sophia van Limburg Stirum (Kasteel De Wildenborch, 21 maart 1602 - Kasteel De Wildenborch, 9 september 1669) stifstdame in Essen en provoost in Rellinghausen. Zij trouwde (1) in 1623 met Johan IV van Morrien-Nordkirchen baron van Morrien en heer van Nordkirchen (2 december 1597 - 30 maart 1628). Hij was een zoon van Gerard V van Morrien heer van Nordkirchen (1568-1607) en Adolphine Kettler (1565-). Zij trouwde (2) in 1630 met Johan Melchior van Dombroick (ca. 1600-1658).
- Agnes Elisabeth van Limburg Stirum (Bronckhorst, 18 maart 1603 - Elten, 15 november 1641) abdis te Elten.

## Wapens

Stamwapen van Bronckhorst
heerlijkheid Wisch
heerlijkheid Borculo